# Julius Martow

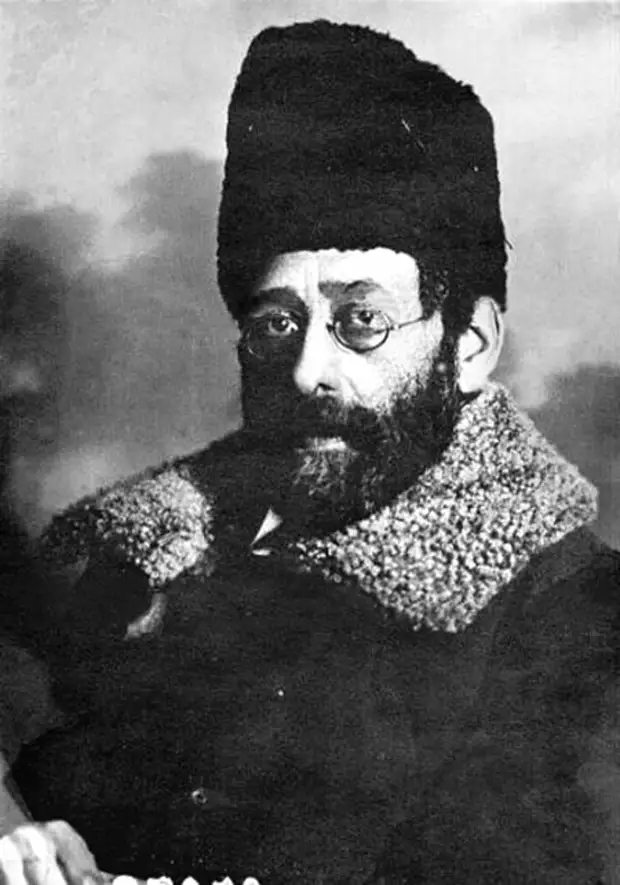
Julius Martow

Julius Ossipowitsch Martow (russisch Ю́лий О́сипович Ма́ртов, Júlij Ósipovič Mártov, ursprünglich Zederbaum, Цедерба́ум, Cederbáum; * 24. November 1873 in Konstantinopel; † 4. April 1923 in Schömberg) war ein russischer Politiker und Sprecher der Menschewiki in der Sozialdemokratischen Arbeiterpartei Russlands (SDAPR).

## Leben
Julius Martow stammte aus einer bürgerlichen jüdischen Familie, seine Schwester Lidija Dan wurde ebenfalls Menschewikin. 1895 begründete er zusammen mit Lenin den Petersburger Kampfbund zur Befreiung der Arbeiterklasse, eine der ersten politischen Arbeiterorganisationen in Russland. Im Dezember 1895 wurde er als Mitglied des Kampfbundes verhaftet und war zwischen 1897 und 1900 im sibirischen Turuchansk in der Verbannung. Im Dezember 1900 wurde er Mitbegründer der Zeitung der SDAPR, Iskra (deutsch Der Funke), und gehörte ihr bis 1901 als Redakteur an. Er emigrierte 1901 nach München, ein Jahr später nach London, bis er 1905 wieder nach Sankt Petersburg zurückkehrte.
Ab 1903 war Martow Sprecher der Menschewiken in der Sozialdemokratischen Arbeiterpartei Russlands (SDAPR), einer Fraktion, die im Gegensatz zur Fraktion der Bolschewiki auf repräsentative Demokratie und Reformen statt einen revolutionären Umsturz setzten. Während der Russischen Revolution 1905 war Julius Martow ein Führer des Petersburger Arbeiterrates.
1907 ging er erneut ins Exil (Paris, Genf, Zürich), um im Mai 1917 nach dem Sturz des Zaren noch einmal in sein Heimatland zurückzukehren. Nach einem Streit mit Lenin über die Ausübung von staatlichem Terror verließ er 1920 Russland endgültig und emigrierte nach Berlin. Von dort aus reiste er häufig in die Schweiz, um an verschiedenen politischen Veranstaltungen teilzunehmen. 1923 starb Martow in Schömberg.
Die Politik der Bolschewiki kritisierte er als „Diktatur einer Minderheit“.

## Werke (Auswahl)
- Das Problem der Internationale und die russische Revolution. Rede auf dem Parteitag in Halle. Magdeburger Volkszeitung, Magdeburg 1920.
- Geschichte der russischen Sozialdemokratie. Mit einem Nachtrag: Die Sozialdemokratie Russlands nach dem Jahre 1908 von Theodor Dan. Dietz Verlag, Berlin 1926. (Reprint: Politladen Erlangen, Erlangen 1973).